# Toulouse Business School
TBS Education (anteriorme conocida como Toulouse Business School) es una escuela de negocios internacional y una de las principales Grandes Escuelas en Francia. Es una de las escuelas más antiguas de negocios en el mundo, establecida en 1903. Posee campus propios en París, Londres, Barcelona, Casablanca y Toulouse.
Es considerada una de las mejores escuelas de negocios en Europa . En 2015, su programa, el Executive Maestría en Administración de Negocios, fue clasificado en el Financial Times.
Sus programas cuentan con la triple acreditación internacional de EQUIS, AACSB y AMBA.  La escuela cuenta con numerosos alumnos notables en el campo de los negocios y la política, incluyendo varios CEOs.
La escuela, con una red de 30.000 antiguos alumnos en 150 países y un claustro de profesores internacional y plurilingüe, recibe anualmente a alrededor de 4.300 estudiantes procedentes de 100 nacionaldades. 
La escuela es especialmente conocida por sus títulos académicos en aviación con la École nationale de l'aviation civile.

## Famoso exestudiante
- Renan Luce, cantautor francés.[5]